# Mourne Mountains

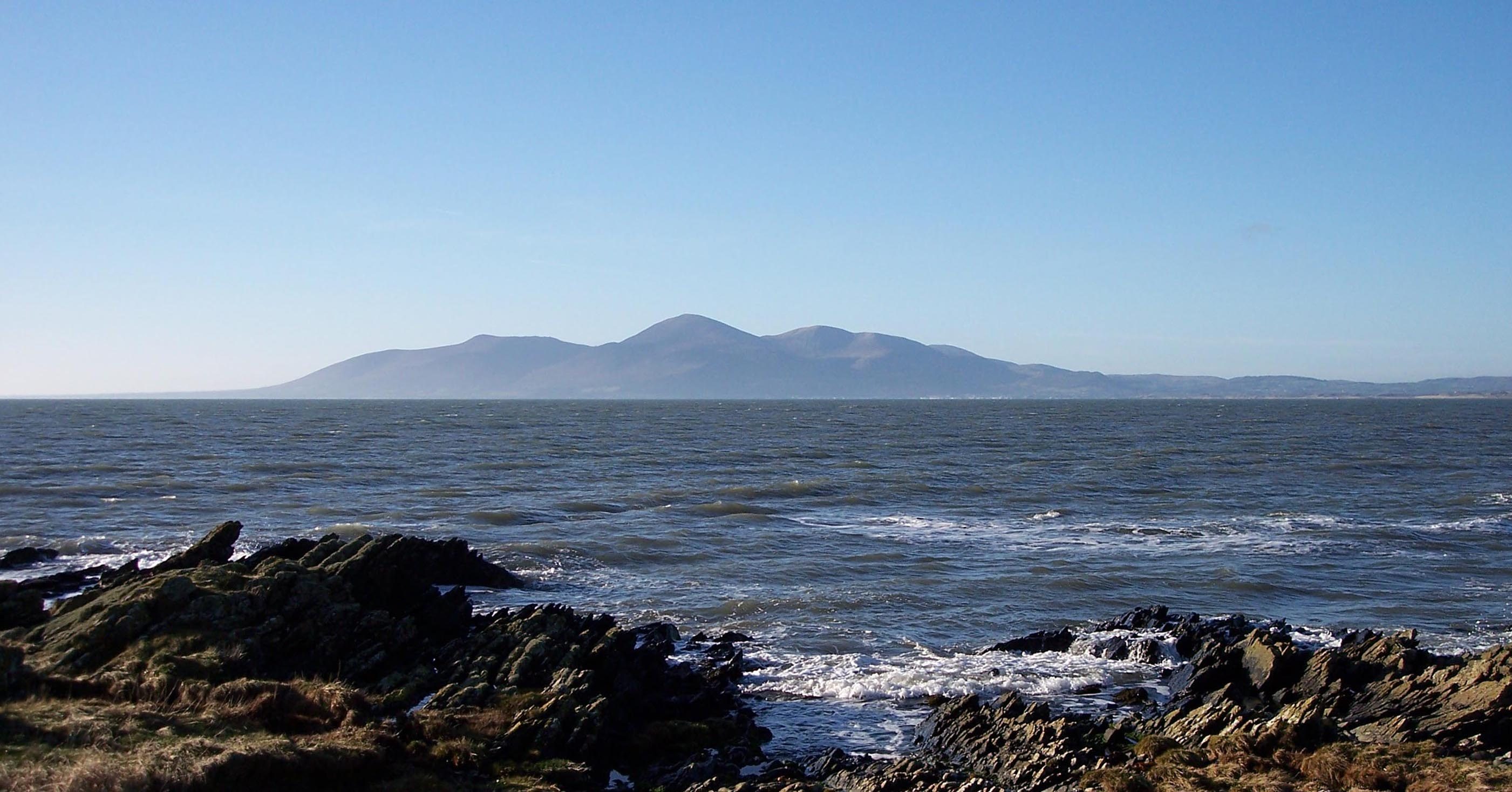

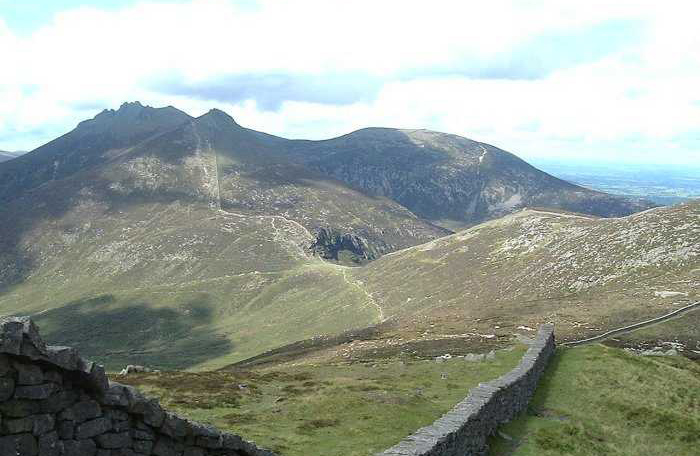

De Mourne Mountains of Mournes (Iers: na Beanna Boirche) zijn een granieten gebergte in het zuidoosten van Noord-Ierland, meer bepaald in het district Newry, Mourne and Down. De Mourne Mountains omvatten de hoogste bergen van Noord-Ierland en de historische provincie Ulster. De hoogste is de Slieve Donard met een hoogte van 850 m. Ze zijn geklasseerd als een Brits National Landscape en voorgedragen van het eerste nationaal park van Noord-Ierland deel uit te maken. Het gebied is deels in beheer van de National Trust maar ook deels eigendom van meer dan 1.000 private landeigenaars, veelal landbouwers, die een parkstatus niet welgezind zijn.
Over de kammen werd tussen 1904 en 1922 de Mourne Wall gebouwd, een 35 km lange stenen stapelmuur die een gebied van 36 km² met een waterreservoir van de Belfast City and District Water Commissioners ommuurde.
Tot de namen van de bergtoppen behoren Slieve Commedagh (op één na hoogste met 767 m.), Slieve Lamagan, Slieve Muck, Pigeon Rock, Buzzard's Roost, Brandy Pad, the Cock and Hen, Percy Bysshe, the Devil's Coach Road en Pollaphuca.
De bergen werden vereeuwigd in een liedje van Percy French uit 1896, "The Mountains of Mourne". Het nummer werd door heel wat artiesten nadien opgenomen, waaronder Don McLean en wordt ook gerefereerd in Thin Lizzy's nummer uit 1979, "Roisin Dubh (Black Rose): A Rock Legend" of in John Lennons nummer "The Luck of the Irish" van zijn album "Some Time in New York City".
De Mourne Mountains waren ook een inspiratie voor C.S. Lewis om het kinderboek The Lion, the Witch and the Wardrobe te schrijven.
Het is ook een geliefde locatie voor opnames, waaronder de film Philomena of de serie Game of Thrones.